# Gentofte Volley (maschile)
Il Gentofte Volley è una società pallavolistica maschile danese con sede a Gentofte: milita nel campionato di VolleyLigaen.

## Storia
Fondato nel 1992, il Gentofte Volley esordisce direttamente in VolleyLigaen nell'annata 1992-93 dalla fusione del Gentofte Roadrunners e del Nørre. Nella stagione 1995-96 fa il suo debutto in una competizione europea, ossia la Coppa CEV, eliminato nella fase di qualificazione dall'Herentals, e vince il suo primo trofeo, lo scudetto.
Nell'annata 2005-06 conquista per la prima volta la Coppa di Danimarca, seguita nella stagione successiva dal nuovo successo nella Coppa nazionale e dalla terza affermazione in campionato. Negli anni 2010 e 2020 si conferma ai vertrici della pallavolo danese ottenendo ulteriori affermazione sia in Coppa di Danimarca che in VolleyLigaen: nell'edizione 2016-17 raggiunge la finale del Nordic Club Championships.

## Rosa 2023-2024
| N° | Nome                      | Ruolo | Data di nascita   | Nazionalità sportiva |
| -- | ------------------------- | ----- | ----------------- | -------------------- |
| 1  | Frederik Dahl             | C     | 1º maggio 1997    | Danimarca            |
| 2  | Bertram Rygaard-Rasmussen | P     | 1º agosto 2001    | Danimarca            |
| 3  | Rasmus Eisenreich         | P     | 1º giugno 2005    | Danimarca            |
| 4  | Steen Sørensen            | O     | 14 settembre 1988 | Danimarca            |
| 5  | Kristoffer Bisgaard       | O     | 3 aprile 2005     | Danimarca            |
| 6  | Rasmus Mikelsons          | C     | 2 maggio 1998     | Danimarca            |
| 7  | Villads Napier            | S     | 17 gennaio 2006   | Danimarca            |
| 8  | Jens Feldthus             | S     | 10 maggio 1998    | Danimarca            |
| 9  | Jan Vinther               | S     | 8 novembre 1994   | Danimarca            |
| 10 | Ludwig Lønstrup-Kliim     | L     | 17 novembre 2001  | Danimarca            |
| 11 | Andreas Brinck            | S     | 20 giugno 2006    | Danimarca            |
| 12 | Uffe Mathiasen            | C     | 9 giugno 2005     | Danimarca            |
| 13 | Nikolas Bach              | C     | 13 ottobre 1997   | Danimarca            |
| 14 | Oskar Mikkelsen           | C     | 17 giugno 2004    | Danimarca            |
| 15 | Sebastian Mikelsons       | P     | 20 novembre 1988  | Danimarca            |
| 16 | Jonas Hvidemose           | S     | 18 giugno 1998    | Danimarca            |
| 17 | Benjamin Christensen      | L     | 25 dicembre 2003  | Danimarca            |
| 18 | Ibrahim Alievski          | L     | 13 agosto 1988    | Danimarca            |

## Palmarès
- Campionato danese: 8

1995-96, 1998-98, 2006-07, 2014-15, 2017-18, 2018-19, 2019-20, 2020-21
- Coppa di Danimarca: 8

2005-06, 2006-07, 2009-10, 2014-15, 2016-17, 2018-19, 2019-20, 2021-22